# Лишки (гмина)
Лишки (пол. Liszki) — сельская гмина (волость) в Польше, входит как административная единица в Краковский повет, Малопольское воеводство. Население — 15 594 человека (на 2006 год). Административным центром гмины является село Лишки.

## Демография
Население 15 594 человек (на 2006 год).
| Перепись                       | Всего   | Всего | Женщины | Женщины | Мужчины | Мужчины |
| ------------------------------ | ------- | ----- | ------- | ------- | ------- | ------- |
| Единицы                        | человек | %     | человек | %       | человек | %       |
| Население                      | 15 594  | 100   | 7941    | 51      | 7653    | 49      |
| Плотность населения (чел./км²) | 216     | 216   | 110,2   | 110,2   | 105,8   | 105,8   |

## Сельские округа
1. Бачин
2. Будзынь
3. Езёжаны
4. Кашув
5. Крыспинув
6. Лишки
7. Мникув
8. Моравица
9. Пекары
10. Рончна
11. Сцеёвице
12. Холежин
13. Хросна
14. Чулув

## Соседние гмины
1. Гмина Чернихув
2. Краков
3. Гмина Кшешовице
4. Гмина Скавина
5. Гмина Забежув